# Thomas Ford (político)
Thomas Ford (Union, Fayette, Pensilvania; 5 de diciembre de 1800 - Peoria, Illinois; 3 de noviembre de 1850) fue un abogado, corredor de propiedades y político estadounidense que ejerció el cargo de juez y gobernador del Estado de Illinois entre 1842 y 1846.
Ford durante tuvo una gestión polémica en varios aspectos relacionados con terratenencias y jugó un papel crucial en el antimormonismo, provocando la llamada Guerra mormona de Illinois que desembocó en la expulsión de los mormones de ese estado y en la muerte de Joseph Smith en 1844.

## Biografía
Thomas Ford nació en el pueblo de Unión en el condado de Fayette, Pensilvania en 1800, su madre se casó en segundas nupcias con Robert Ford, del cual tuvo una numerosa familia, entre los cuales estaba Thomas Ford. En 1802, su padre fue asesinado por los indios y su madre quedó en la indigencia por lo cual emigró al Estado de Misuri donde se estableció en una cabaña a la orilla de un acantilado del río Misuri. Para educarse Thomas Ford caminaba tres km para asistir a la escuela, su madre le inculcó el amor por el servicio público y se esforzó por ser admitido en la Universidad para estudiar derecho.
Ford asistió a la Universidad de Transilvania donde estudió derecho y obtuvo el título de abogado en 1828, que fue avalado por las Instituciones de Waterloo y Edwardsville en el Estado de Illinois.
En 1828, Ford contrajo matrimonio con Frances Hambaugh de la cual tuvo tres hijas y dos varones.
Antes de ejercer, Ford participó en la llamada Guerra del Halcón Negro como parte de las milicias a cargo del coronel Watherside.
En 1829 ingresó al servicio público como abogado del 5° Distrito Judicial de Illinois, cargo que ocupó hasta marzo de 1835.
Ese mismo mes renunció para servir en una Corte judicial en Chicago.  En 1839 ganó un puesto como juez en la Corte de Illinois llegando a ser presidente de la Corte Suprema de ese estado entre 1841 y 1842. En agosto de 1842 ganó una carrera política por la Gobernación de Illinois asumiendo como gobernador en diciembre de ese año.

### Antimormonismo

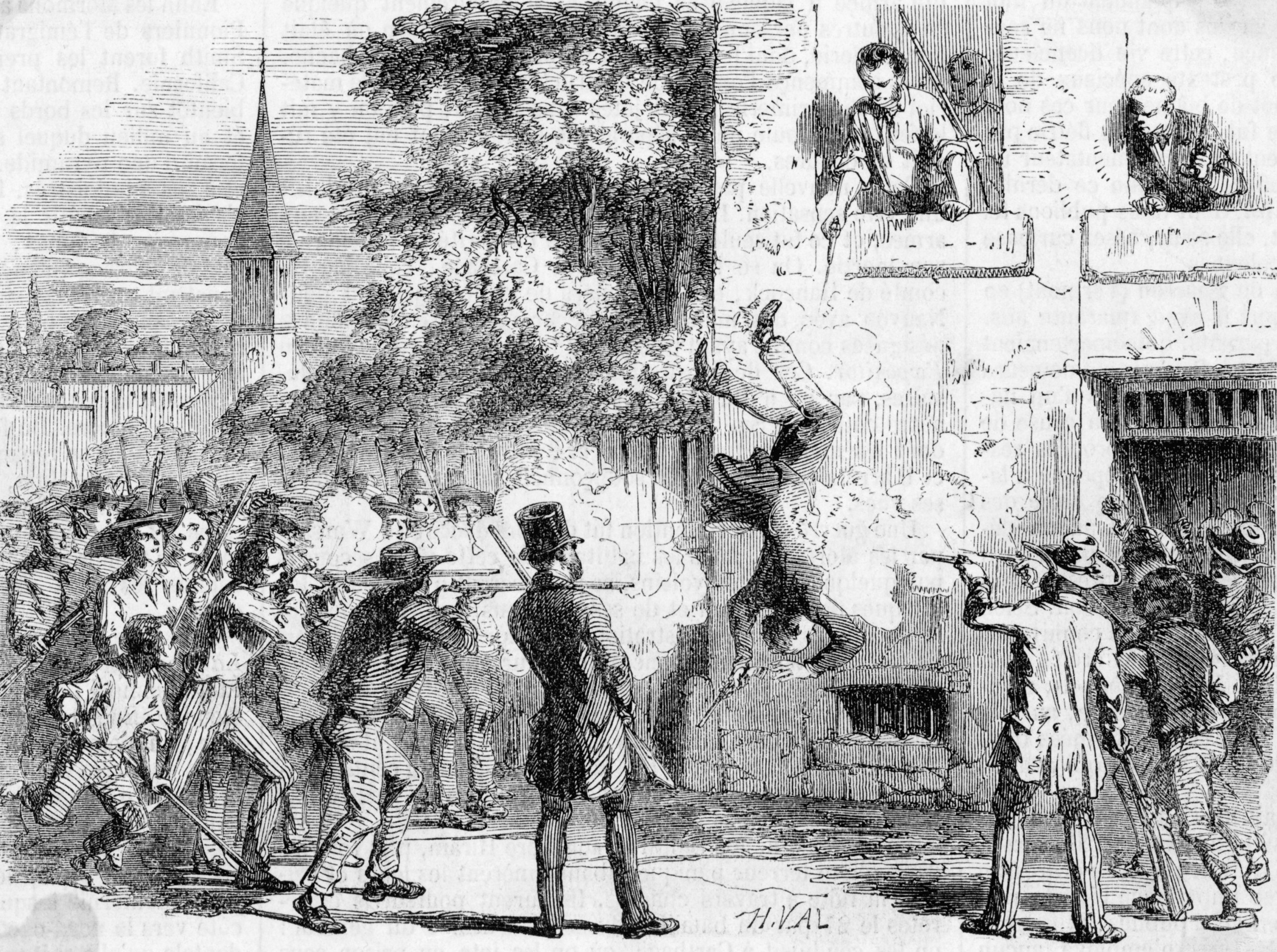
Grabado que ilustra el asesinato de José Smith en 1844.

Durante su gestión, ejecutó la realización de los canales de Míchigan e Illinois, expropió caminos y ejerció negocios de terratenencias, también mantuvo relaciones tensas con los miembros mormones provenientes del este los cuales habían construido la próspera ciudad de Nauvoo y un templo sobre un pantano drenado por ellos mismos a orillas del Missisipi, las tensiones debida a especuladores de terrenos que ejercieron chantaje a miembros de la comunidad mormona, sumado a instigadores de otras denominaciones religiosas amparados por el mismo gobernador desembocaron en la llamada Guerra mormona del Illinois.
La profunda animadversión desatada fue aprovechada por el gobernador Ford quien tachó a los mormones como una pestilencia que había que extirpar y al autoproclamado profeta mormón José Smith como el "impostor más exitoso de todos los tiempos" y cuyo ascendiente y carisma amenazaban no solo con corromper y reemplazar a las tradicionales corrientes cristianas protestantes del Estado, sino que al verlo como un serio opositor político debido a su postulación al sillón presidencial del líder religioso en 1844 lo transformaron en el más enconado enemigo soterrado del mormonismo.
Ford usando como argucia a una publicación tendenciosa en el Nauvoo Expositor que difamaba a miembros prominentes del Estado de Illinois,  logró convencer mediante una Farsa judicial del cargo de Traición a la patria a los cabecillas religiosos de la iglesia mormona, José Smith y Hyrum Smith conminándolos a presentarse voluntariamente a la cárcel de Carthage el 25 de junio de 1844 con la promesa de un juicio neutral, justo y transparente.  Un capitán de barco de apellido Jones advirtió a Ford de que se planificaba el linchamiento de los hermanos Smith, los cuales fueron desechados desdeñosamente por Ford. 
Los hermanos Smith fueron asesinados el 27 de junio de 1844 por un populacho enardecido.
Ford tuvo que soportar acusaciones por la supuesta responsabilidad en el asesinato de José Smith, pero él negó toda participación y no pudo ser probado su supuesto conocimiento de que iban a ser asesinados. Los mormones finalmente abandonaron Nauvoo en 1846, año en que Ford terminó su polémico mandato. El crimen quedó en la total impunidad.
Ford en 1847 volvió a ejercer como abogado en Peoria, Illinois, pero no prosperó y se sumió progresivamente en la miseria económica más dura.
Ford escribió un libro testimonial, Los comienzos de Illinois como Estado desde 1818-1847, que fue publicado 4 años después de su muerte, en 1854.

## Vida final
Ford enviudó abruptamente en septiembre de 1850 a raíz del fallecimiento de su esposa Frances Hambaugh por un agresivo cáncer, sus tres hijas murieron jóvenes debido a la epidemia de tuberculosis que asoló la región, Ford falleció tres meses más tarde en Peoria, Illinois, el 3 de noviembre de 1850 siendo inhumado con fondos públicos. Sus dos hijos varones sobrevivientes fueron linchados bajo extrañas circunstancias en 1870 en Kansas.